# Free-for-All
Free-For-All es el segundo disco de estudio del guitarrista estadounidense Ted Nugent, y el primero de su discografía en lograr certificación de platino. Al inicio de las grabaciones el vocalista Derek St. Holmes abandonó la banda citando diferencias personales con Nugent. Debido a la salida impensada de St. Holmes, el productor Tom Werman contrató al cantante Meat Loaf para reemplazarlo, el cual cantó en seis canciones del disco. Para la gira promocional del álbum, la disquera logró el retorno a la banda de Derek St. Holmes.
La canción "Turn It Up" fue usada en la serie The Walking Dead.

## Lista de canciones
1. "Free-for-All" – 3:20
2. "Dog Eat Dog" – 4:04
3. "Writing on the Wall" – 7:08
4. "Turn It Up" – 3:36
5. "Street Rats" – 3:36
6. "Together" – 5:52
7. "Light My Way" – 3:00
8. "Hammerdown" – 4:07
9. "I Love You So I Told You a Lie" – 3:47

## Personal
- Ted Nugent - guitarra, voz
- Meat Loaf - voz (canciones 3,5,6,8, & 9)
- Derek St. Holmes - voz (canciones 2,4,7,11,& 12)
- Rob Grange - bajo
- Cliff Davies - batería
- Steve McRay - teclados
- Tom Werman - producción